# Erquinghem-le-Sec
Erquinghem-le-Sec település Franciaországban, Nord megyében. Lakosainak száma 624 fő (2022. január 1.). Erquinghem-le-Sec Escobecques, Beaucamps-Ligny és Hallennes-lez-Haubourdin községekkel határos.

## Népesség
A település népességének változása:
| Lakosok száma | 553  | 580  | 599  | 600  | 598  | 597  | 595  | 602  | 624  |
|               | 2013 | 2015 | 2016 | 2017 | 2018 | 2019 | 2020 | 2021 | 2022 |